# Джейд Дюфур
Джейд Марі Дюфур (англ. Jade Marie Dufour; нар. 11 лютого 1997, Віндзор, Ессекс Онтаріо) — канадська борчиня вільного стилю, чемпіонка чемпіонату світу серед студентів, бронзова призерка Панамериканського чемпіонату.

## Життєпис
Боротьбою почала займатися з 2010 року. У 2014 році стала бронзовою призеркою Панамериканський чемпіонат з боротьби серед кадетів чемпіонату світу серед кадетів. У 2016 році здобула бронзову медаль чемпіонату світу серед юніорів, а у 2019 нагороду такого ж ґатунку на чемпіонаті світу серед молоді.
Виступала за борцівський клуб Монреаля. Тренери — Віктор Сільберман та Роб Мур (з 2015).
Мешкає в Бель-Рівер, Онтаріо.
Вивчала фізичні вправи в Університеті Конкордія.

## Спортивні результати на міжнародних змаганнях

### Виступи на Чемпіонатах світу
| Змагання                        | Збірна | Вагова категорія          | Місце |
| ------------------------------- | ------ | ------------------------- | ----- |
| Чемпіонат світу з боротьби 2019 | Канада | жіноча боротьба, до 50 кг | 21    |

### Виступи на Панамериканських чемпіонатах
| Змагання                                   | Збірна | Вагова категорія          | Місце  |
| ------------------------------------------ | ------ | ------------------------- | ------ |
| Панамериканський чемпіонат з боротьби 2018 | Канада | жіноча боротьба, до 50 кг | Бронза |

### Виступи на Чемпіонатах світу серед студентів
| Змагання                                        | Збірна | Вагова категорія          | Місце  |
| ----------------------------------------------- | ------ | ------------------------- | ------ |
| Чемпіонат світу з боротьби серед студентів 2018 | Канада | жіноча боротьба, до 50 кг | Золото |

### Виступи на інших змаганнях
| Змагання                             | Збірна | Вагова категорія          | Місце  |
| ------------------------------------ | ------ | ------------------------- | ------ |
| Austrian Ladies Open 2014            | Канада | жіноча боротьба, до 48 кг | 5      |
| Турнір міста Сассарі з боротьби 2018 | Канада | жіноча боротьба, до 53 кг | Срібло |
| Кубок Канади з боротьби 2018         | Канада | жіноча боротьба, до 50 кг | 6      |
| Турнір міста Сассарі з боротьби 2019 | Канада | жіноча боротьба, до 50 кг | 5      |
| Кубок Канади з боротьби 2019         | Канада | жіноча боротьба, до 53 кг | 4      |
| Турнір міста Сассарі з боротьби 2022 | Канада | жіноча боротьба, до 53 кг | Срібло |
| Кубок Канади з боротьби 2022         | Канада | жіноча боротьба, до 53 кг | Золото |
| Гран-прі Іспанії з боротьби 2022     | Канада | жіноча боротьба, до 53 кг | 5      |
| Турнір міста Сассарі з боротьби 2023 | Канада | жіноча боротьба, до 50 кг | Золото |

### Виступи на змаганнях молодших вікових груп
| Змагання                                                 | Збірна | Вагова категорія          | Місце  |
| -------------------------------------------------------- | ------ | ------------------------- | ------ |
| Панамериканський чемпіонат з боротьби серед кадетів 2014 | Канада | жіноча боротьба, до 46 кг | Бронза |
| Чемпіонат світу з боротьби серед кадетів 2014            | Канада | жіноча боротьба, до 46 кг | 12     |
| Чемпіонат світу з боротьби серед юніорів 2015            | Канада | жіноча боротьба, до 48 кг | 7      |
| Панамериканський чемпіонат з боротьби серед юніорів 2016 | Канада | жіноча боротьба, до 48 кг | 9      |
| Чемпіонат світу з боротьби серед юніорів 2016            | Канада | жіноча боротьба, до 48 кг | Бронза |
| Чемпіонат світу з боротьби серед юніорів 2017            | Канада | жіноча боротьба, до 48 кг | 18     |
| Чемпіонат світу з боротьби серед молоді 2019             | Канада | жіноча боротьба, до 50 кг | Бронза |